# تیم ملی فوتبال زیر ۱۷ سال رومانی
تیم ملی فوتبال زیر ۱۷ سال رومانی (انگلیسی: Romania national under-17 football team) نماینده کشور رومانی در مسابقات فوتبال بین‌المللی در این رده سنی مشخص است.
این تیم ملی فوتبال، تحت نظر فدراسیون فوتبال رومانی اداره می‌گردد.